# Seznam nových měst v Polsku

Mapa polských sídel, které získaly status města po roce 1900

Každý rok získá v Polsku, z rozhodnutí Rady Ministrů, několik sídel městská práva. Níže uvedený seznam zachycuje nejnovější polská města, která získala tento status po roce 1900. Města jsou seřazena podle roku, kdy jim byla práva udělena.
Od 27. května 1990 mohou získat status města celé gminy, a od 12. ledna 1993 také jednotlivé obce nebo místní části, které jsou vesnicemi (dříve šlo také o městečka, sídla, osady, skupiny obcí apod.) – a to na základě nařízení Rady ministrů. Před rokem 1990 se udělování městských práv většinou provádělo „shora“, tedy rozhodnutím státních úřadů bez místní iniciativy.

## 2025–2020

### 2025
- Kazanów (Mazovské vojvodství) (městská práva v letech 1566–1870)
- Kobylnica (Pomořské vojvodství)
- Końskowola (Lublinské vojvodství) (městská práva v letech 1532–1870)
- Kurów (Lublinské vojvodství) (městská práva v letech 1442–1870)
- Sobków (Svatokřížské vojvodství) (městská práva v letech 1563–1870)
- Wąwolnica (Lublinské vojvodství) (městská práva v letech 1346–1870)
- Zaniemyśl (Velkopolské vojvodství) (městská práva v letech 1742–1934 a 1940–1948)

### 2024
- Białaczów (Lodžské vojvodství) (městská práva v letech 1456–1674 a 1787–1870)
- Bircza (Podkarpatské vojvodství) (městská práva v letech 1464–1784 a 1868–1934, městečko 1784–1868)
- Bobrowniki (Kujavsko-pomořské vojvodství) (městská práva v letech 1403–1870)
- Bogoria (Svatokřížské vojvodství) (městská práva v letech 1616–1870)
- Bolesławiec (Lodžské vojvodství) (městská práva v letech 1266–1870 a 1915–1919)
- Brody (Lubušské vojvodství) (městská práva v letech 1454–1945)
- Ciepielów (Mazovské vojvodství) (městská práva v letech 1548–1870)
- Czemierniki (Lublinské vojvodství) (městská práva v letech 1509–1870)
- Dobre (Mazovské vojvodství) (městská práva v letech 1530–1851) – stalo se 1000. městem v Polsku
- Gąsawa (Kujavsko-pomořské vojvodství) (městská práva v letech 1372–1934)
- Gielniów (Mazovské vojvodství) (městská práva v letech 1455–1870)
- Głowaczów (Mazovské vojvodství) (městská práva v letech 1445–1870)
- Gowarczów (Svatokřížské vojvodství) (městská práva v letech 1430–1870)
- Grabów (Lodžské vojvodství) (městská práva v letech 1372–1690 a 1800–1870)
- Inowłódz (Lodžské vojvodství) (městská práva v letech1350–1870)
- Jawornik Polski (Podkarpatské vojvodství) (městská práva v letech 1472–1784, městečko v letech 1784–1934)
- Kiernozia (Lodžské vojvodství) (městská práva v letech 1523–1579 a 1784–1870)
- Kikół (Kujavsko-pomořské vojvodství) (městská práva v letech 1791–1870)
- Maciejowice (Mazovské vojvodství) (městská práva v letech 1507–1870)
- Magnuszew (Mazovské vojvodství) (městská práva v letech 1377–1870)
- Mieścisko (Velkopolské vojvodství) (městská práva v letech 1474–1934)
- Odrzywół (Mazovské vojvodství) (městská práva v letech 1418–1870)
- Osieck (Mazovské vojvodství) (městská práva v letech 1558–1870)
- Osjaków (Lodžské vojvodství) (městská práva v letech 1446–1793)
- Parzęczew (Lodžské vojvodství) (městská práva v letech 1421–1870)
- Piszczac (Lublinské vojvodství) (městská práva v letech1530–1870)
- Przyrów (Slezské vojvodství) (městská práva v letech 1369–1870)
- Przytyk (Mazovské vojvodství) (městská práva v letech 1333–1870)
- Rychtal (Velkopolské vojvodství) (městská práva v letech 1294–1934)
- Siennica (Mazovské vojvodství) (městská práva v letech 1526–1870)
- Sienno (Mazovské vojvodství) (městská práva v letech 1421–1870)
- Strzeleczki (Opolské vojvodství) (městská práva v letech 1327–1742)
- Turobin (Lublinské vojvodství) (městská práva v letech 1420–1870)
- Żarnów (Lodžské vojvodství) (městská práva v letech 1360–1577, 1655–1662 a 1786–1870)

### 2023
- Bodzanów (Mazovské vojvodství) (městská práva v letech 1351–1870)
- Czarny Dunajec (Malopolské vojvodství) (práva městečka 1879–1896), městská práva v letech 1925–1934)
- Dąbrowice (Lodžské vojvodství) (městská práva v letech 1455–1870)
- Jadów (Mazovské vojvodství) (městská práva v letech 1823–1870)
- Jastrząb (Mazovské vojvodství) (městská práva v letech 1422–1870)
- Jeżów (Lodžské vojvodství) (městská práva v letech 1334-1870)
- Książ Wielki (Malopolské vojvodství) (městská práva v letech 1372–1870)
- Latowicz (Mazovské vojvodství) (městská práva v letech 1423–1870)
- Łopuszno (Svatokřížské vojvodství)
- Miasteczko Krajeńskie (Velkopolské vojvodství) (městská práva v letech 1457–1972)
- Miękinia (Dolnoslezské vojvodství)
- Piekoszów (Svatokřížské vojvodství)
- Rozprza (Lodžské vojvodství) (městská práva v letech 1272–1870)
- Ujazd (Lodžské vojvodství) (městská práva v letech 1428–1870)
- Włodowice (Slezské vojvodství) (městská práva v letech 1386–1870)

### 2022
- Bolimów (Lodžské vojvodství) (městská práva v letech 1370–1870)
- Cegłów (Mazovské vojvodství) (městská práva v letech 1621–1870)
- Iwaniska (Svatokřížské vojvodství) (městská práva v letech 1403–1870)
- Izbica (Lublinské vojvodství) (městská práva v letech 1750–1870)
- Jedlnia-Letnisko (Mazovské vojvodství)
- Kaczory (Velkopolské vojvodství)
- Lutomiersk (Lodžské vojvodství) (městská práva v letech 1274–1870)
- Nowe Miasto (Mazovské vojvodství) (městská práva v letech 1370–1870)
- Olsztyn (Slezské vojvodství) (městská práva v letech 1488–1870)
- Pruszcz (Kujavsko-pomořské vojvodství)

### 2021
- Budzyń (Velkopolské vojvodství) (městská práva v letech 1458–1934)
- Dubiecko (Podkarpatské vojvodství) (městská práva v letech 1407–1934)
- Goraj (Lublinské vojvodství) (městská práva v letech 1405–1870)
- Kamieniec Ząbkowicki (Dolnoslezské vojvodství) (městská práva v letech 1945–1946)
- Kamionka (Lublinské vojvodství) (městská práva v letech 1469–1870)
- Koźminek (Velkopolské vojvodství) (městská práva v letech 1369–1870)
- Sochocin (Mazovské vojvodství) (městská práva v letech 1385–1870)
- Solec nad Wisłą (Mazovské vojvodství) (městská práva v letech 1370–1870 a 1916–1919)
- Wiskitki (Mazovské vojvodství) (městská práva v letech 1595–1870 a 1916–1919)
- Wodzisław (Svatokřížské vojvodství) (městská práva v letech 1366–1870)

### 2020
- Czerwińsk nad Wisłą (Mazovské vojvodství) (městská práva v letech 1373–1870)
- Klimontów (Svatokřížské vojvodství) (městská práva v letech 1604–1870)
- Lututów (Lodžské vojvodství) (městská práva v letech 1406–1720 a 1843–1870)
- Piątek (Lodžské vojvodství) (městská práva v letech 1339–1870)

## 2010–2019

### 2019
- Koszyce (Malopolské vojvodství) (městská práva v letech 1374–1870)
- Lubowidz (Mazovské vojvodství) (městská práva v letech 1446–1660)
- Nowa Słupia (Svatokřížské vojvodství) (městská práva v letech 1351–1870)
- Nowy Korczyn (Svatokřížské vojvodství) (městská práva v letech 1258–1870)
- Oleśnica (Svatokřížské vojvodství) (městská práva v letech 1470–1870)
- Opatowiec (Svatokřížské vojvodství) (městská práva v letech 1271–1870) – stalo se nejmenším polským městem
- Pacanów (Svatokřížské vojvodství) (městská práva v letech 1265–1870)
- Pierzchnica (Svatokřížské vojvodství) (městská práva v letech 1370–1870)
- Szydłów (Svatokřížské vojvodství) (městská práva v letech 1329–1870)
- Wielbark (Varmijsko-mazurské vojvodství) (městská práva v letech 1723–1946)

### 2018
- Józefów nad Wisłą (Lublinské vojvodství) (městská práva v letech 1687–1870)
- Łagów (Svatokřížské vojvodství) (městská práva v letech 1375–1870)
- Otyń (Lubušské vojvodství) (městská práva v letech 1325–1945)
- Radoszyce (Svatokřížské vojvodství) (městská práva v letech 1370–1870)
- Sanniki (Mazovské vojvodství)
- Tułowice (Opolské vojvodství)
- Wiślica (Svatokřížské vojvodství) (městská práva v letech 1326–1870) – stalo se nejmenším polským městem

### 2017
- Mielno (Západopomořanské vojvodství)
- Morawica (Svatokřížské vojvodství)
- Opatówek (Velkopolské vojvodství) (městská práva v letech 1338–1870)
- Rejowiec (Lublinské vojvodství) (městská práva v letech 1547–1870)

### 2016
- Jaraczewo (Velkopolské vojvodství) (městská práva v letech 1519–1934)
- Lubycza Królewska (Lublinské vojvodství) (městská práva v letech 1759–1787)
- Siedliszcze (Lublinské vojvodství) (městská práva v letech 1548–1821)
- Urzędów (Lublinské vojvodství) (městská práva v letech 1405–1870)

### 2015
- Chocz (Velkopolské vojvodství) (městská práva v letech XIV w.–1870)
- Stopnica (Svatokřížské vojvodství) (městská práva v letech 1362–1870)

### 2014
- Dobrzyca (Velkopolské vojvodství) (městská práva v letech 1440–1934)
- Modliborzyce (Lublinské vojvodství) (městská práva v letech 1642–1870)
- Mrozy (Mazovské vojvodství)
- Stepnica (Západopomořanské vojvodství)
- Zaklików (Podkarpatské vojvodství) (městská práva v letech 1565–1870)

### 2011
- Czyżew (Podleské vojvodství) (městská práva v letech 1476–1870)
- Gościno (Západopomořanské vojvodství)
- Nowe Brzesko (Malopolské vojvodství) (městská práva v letech 1279–1870)
- Pruchnik (Podkarpatské vojvodství) (městská práva v letech 1370–1934)
- Wolbórz (Lodžské vojvodství) (městská práva v letech 1273–1870)

### 2010
- Kołaczyce (Podkarpatské vojvodství) (městská práva v letech 1354–1919)
- Łaszczów (Lublinské vojvodství) (městská práva v letech 1549–1870)
- Przecław (Podkarpatské vojvodství) (městská práva v letech 1471–1919)
- Radłów (Malopolské vojvodství) (městská práva v letech 1870–1934)
- Szepietowo (Podleské vojvodství)
- Tychowo (Západopomořanské vojvodství)

## 2000–2009

### 2009
- Bobowa (Malopolské vojvodství) (městská práva v letech 1339–1934)
- Brzostek (Podkarpatské vojvodství) (městská práva v letech 1367–1934)
- Krynki (Podleské vojvodství) (městská práva v letech 1509–1950)
- Michałowo (Podleské vojvodství)
- Szczucin (Malopolské vojvodství) (městská práva v letech 1780–1934)

### 2008
- Boguchwała (Podkarpatské vojvodství) (městská práva v letech 1728–1772)

### 2007
- Daleszyce (Svatokřížské vojvodství) (městská práva v letech 1569–1869)
- Wojnicz (Malopolské vojvodství) (městská práva v letech 1278–1934)

### 2006
- Rzgów (Lodžské vojvodství) (městská práva v letech 1467–1870)
- Zakliczyn (Malopolské vojvodství) (městská práva v letech 1558–1934)

### 2005
- Olszyna (Dolnoslezské vojvodství)

### 2004
- Dziwnów (Západopomořanské vojvodství)
- Prószków (Opolské vojvodství) (městská práva v letech 1560–1915)

### 2003
- Tarczyn (Mazovské vojvodství) (městská práva v letech 1353–1870)

### 2001
- Halinów (Mazovské vojvodství)
- Koprzywnica (Svatokřížské vojvodství) (městská práva v letech 1262–1870)
- Krzanowice (Slezské vojvodství) (městská práva v letech 1265–1874)
- Ryglice (Malopolské vojvodství) (městská práva v letech 1781–1934)

### 2000
- Czchów (Malopolské vojvodství) (městská práva před 1333 do 1934)
- Kosów Lacki (Mazovské vojvodství) (městská práva v letech 1723–1869)
- Nekla (Velkopolské vojvodství) (městská práva v letech 1725–1793)
- Prusice (Dolnoslezské vojvodství) (městská práva v letech 1287–1951)
- Tyszowce (Lublinské vojvodství) (městská práva před 1419 do 1870)

## 90. léta

### 1998
- Ciężkowice (Malopolské vojvodství) (městská práva v letech 1348–1934)
- Miłakowo (Varmijsko-mazurské vojvodství) (městská práva v letech 1323–1945)
- Miłomłyn (Varmijsko-mazurské vojvodství) (městská práva v letech 1335–1945)
- Piotrków Kujawski (Kujavsko-pomořské vojvodství) (městská práva v letech 1738–1870)
- Radzionków (Slezské vojvodství) (městská práva 1951–1975; v letech 1975–1997 součást Bytomi)

### 1997
- Pasym (Varmijsko-mazurské vojvodství) (městská práva v letech 1386–1946)
- Radlin (Slezské vojvodství) (městská práva 1954–1975; v letech 1975–1996 součást města Wodzisław Śląski)
- Siechnice (Dolnoslezské vojvodství)
- Skępe (Kujavsko-pomořské vojvodství) (městská práva v letech 1445–1870)
- Suchowola (Podleské vojvodství) (městská práva v letech 1777–1950)
- Świątniki Górne (Malopolské vojvodství)

### 1996
- Annopol (Lublinské vojvodství) (městská práva v letech 1761–1870)
- Małogoszcz (Svatokřížské vojvodství) (městská práva před 1342 do 1870)
- Narol (Podkarpatské vojvodství) (městská práva v letech 1592–1880)
- Sośnicowice (Slezské vojvodství) (městská práva v letech 1506–1945)

### 1995
- Imielin (Slezské vojvodství) (městská práva 1967–1975; (v letech 1975–1977 součást města Tychy, v letech 1977–1994 součást města Mysłowice)
- Lubniewice (Lubušské vojvodství) (městská práva v letech 1808–1945)
- Miasteczko Śląskie (Slezské vojvodství) (městská práva 1561–19. století, 1866–1946 a 1963–1975; v letech 1975–1994 součást města Tarnowskie Góry)
- Pszów (Slezské vojvodství) (městská práva 1954–1975; v letech 1975–1994 součást města Wodzisław Śląski)

### 1994
- Bieżuń (Mazovské vojvodství) (městská práva v letech 1406–1870)
- Bodzentyn (Svatokřížské vojvodství) (městská práva v letech 1413–1870)
- Drobin (Mazovské vojvodství) (městská práva v letech 1351–1869)
- Działoszyn (Lodžské vojvodství) (městská práva před 1412 do 1870)
- Kamieńsk (Lodžské vojvodství) (městská práva 1374–1870)
- Krasnobród (Lublinské vojvodství) (městská práva v letech 1576–1870)
- Nowy Wiśnicz (Malopolské vojvodství) (městská práva v letech 1616–1934)
- Osiek (Svatokřížské vojvodství) (městská práva v letech 1430–1870)
- Pilica (Slezské vojvodství) (městská práva před 1394 do 1870)
- Torzym (Lubušské vojvodství) (městská právaasi 1375 do 1945)
- Wąchock (Svatokřížské vojvodství) (městská práva v letech 1454–1864)

### 1993
- Alwernia (Malopolské vojvodství)
- Borne Sulinowo (Západopomořanské vojvodství)
- Czarna Woda (Pomořské vojvodství)
- Frampol (Lublinské vojvodství) (městská práva v letech 1736–1870)
- Glinojeck (Mazovské vojvodství)
- Kleszczele (Podleské vojvodství) (městská práva od 16. století do 1950)
- Korfantów (Opolské vojvodství) (městská práva 15. století do 1945)
- Myszyniec (Mazovské vojvodství) (městská práva v letech 1791–1870)
- Piaski (Lublinské vojvodství) (městská práva před 1456 do 1870)
- Tykocin (Podleské vojvodství) (městská práva v letech 1425–1950)

### 1992
- Rydułtowy (Slezské vojvodství) (městská práva 1951–1975; v letech 1975–1991 součást města Wodzisław Śląski)
- Wojkowice (Slezské vojvodství) (městská práva 1962–1977; v letech 1977–1991 součást města Będzin)

### 1991
- Bieruń (Slezské vojvodství) (městská práva 1387–1743 i 1865–1975; v letech 1975–1990 součást města Tychy)
- Krynica Morska (Pomořské vojvodství)
- Lędziny (Slezské vojvodství) (městská práva 1966–1975; v letech 1975–1990 součást města Tychy)

### 1990
- Golczewo (Západopomořanské vojvodství)
- Kunów (Svatokřížské vojvodství) (městská práva v letech 1365–1867)
- Obrzycko (Velkopolské vojvodství) (městská práva v letech 1638–1934)
- Sędziszów (Svatokřížské vojvodství)
- Zwierzyniec (Lublinské vojvodství)

## 80. léta

### 1989
- Łomianki (Mazovské vojvodství)
- Oleszyce (Podkarpatské vojvodství) (městská práva asi od 1576 do 1794)
- Żukowo (Pomořské vojvodství)

### 1988
- Brusy (Pomořské vojvodství)
- Józefów (Lublinské vojvodství) (městská práva v letech 1725–1870)
- Nowogród Bobrzański (Lubušské vojvodství) (městská práva v letech 1238–1945)
- Ożarów (Svatokřížské vojvodství) (městská práva v letech 1569–1870)

### 1987
- Drzewica (Lodžské vojvodství) (městská práva v letech 1429–1870)
- Jelcz-Laskowice (Dolnoslezské vojvodství) (vznik sloučením vesnic Jelcz a Laskowice Oławskie)
- Skała (Malopolské vojvodství) (městská práva v letech 1262–1870)
- Tarnogród (Lublinské vojvodství) (městská práva v letech 1567–1867)
- Zalewo (Varmijsko-mazurské vojvodství) (městská práva v letech 1305–1945)

### 1986
- Kisielice (Varmijsko-mazurské vojvodství) (městská práva v letech 1293–1946)

### 1984
- Międzyzdroje (Západopomořanské vojvodství) (městská práva 1945–1973; v letech 1973–1983 součást města Świnoujście)
- Młynary (Varmijsko-mazurské vojvodství) (městská práva od 14. století do 1945)
- Pilawa (Mazovské vojvodství)
- Sławków (Slezské vojvodství) (městská práva 1286–1869 i 1958–1977; v letech 1977–1984 součást města Dąbrowa Górnicza)
- Świerzawa (Dolnoslezské vojvodství) (městská práva v letech 1295–1945)
- Wąsosz (Dolnoslezské vojvodství) (městská práva v letech asi 1250–1945)

### 1983
- Lipsk (Podleské vojvodství) (městská práva v letech 1580–1870)

### 1982
- Poręba (Slezské vojvodství) (městská práva 1973–1975; v letech 1975–1982 součást města Zawiercie)

### 1980
- Połaniec (Svatokřížské vojvodství) (městská práva v letech 1264–1870)

## 70. léta

### 1977
- Zagórz (Podkarpatské vojvodství) (v letech 1972–1977 součásti Sanoku)

### 1975
- Czerwionka-Leszczyny (Slezské vojvodství) (vzniklo sloučením měst Czerwionka (městská práva 1962) a Leszczyny (městská práva 1962) pod názvem Leszczyny, roku 1992 přejmenováno na Czerwionka-Leszczyny)
- Kandřín-Kozlí (Opolské vojvodství) (vzniklo sloučením měst Kandřín (městská práva 1951), Kłodnica (městská práva 1973), Kozlí (městská práva 1293) a Sławięcice (městská práva 1233-1260 i 1973))

### 1973
- Boguszów-Gorce (Dolnoslezské vojvodství) (vzniklo sloučením měst Boguszów (městská práva 1499) a Gorce (městská práva 1962) s obcí Kuźnice Świdnickie)
- Iwonicz-Zdrój (Podkarpatské vojvodství)
- Izbica Kujawska (Kujavsko-pomořské vojvodství) (městská práva v letech 1394–1870)
- Jastarnia (Pomořské vojvodství)
- Jeleń (Slezské vojvodství) (od 1977 součást města Jaworzno)
- Kłodnica (Opolské vojvodství) (v roce 1975 spojena s obcí Kandřín, Kozlí a Sławięcice, vzniklo město Kandřín-Kozlí)
- Kolonowskie (Opolské vojvodství)
- Nowa Sarzyna (Podkarpatské vojvodství)
- Ogrodzieniec (Slezské vojvodství) (městská práva v letech 1386–1870)
- Pieniężno (Varmijsko-mazurské vojvodství) (městská práva v letech 1295–1945)
- Poręba (Slezské vojvodství) (v letech 1975–1982 součást města Zawiercie)
- Sępopol (Varmijsko-mazurské vojvodství) (městská práva v letech 1351–1945)
- Sławięcice (Opolské vojvodství) (městská práva v letech 1228–1260; v roce 1975 spojeno s obcí Kandřín, Kozlí a Kłodnica, vzniklo město Kandřín-Kozlí)
- Sompolno (Velkopolské vojvodství) (městská práva v letech 1477–1867)
- Sulmierzyce (Velkopolské vojvodství) (městská práva v letech 1457–1972, městská práva navrácena po pouhých 11 měsících)
- Szczawnica-Krościenko (Malopolské vojvodství) (město vzniklo spojením obce Szczawnica (městská práva 1962) a Krościenko nad Dunajcem (městská práva 1348–1915), zrušeno v roce 1982)
- Szczyrk (Slezské vojvodství)
- Szczytna (Dolnoslezské vojvodství)
- Wojcieszów (Dolnoslezské vojvodství)

## 60. léta

### 1969
- Bardo (Dolnoslezské vojvodství) (městská práva v letech asi 1300–1945)
- Chełmek (Malopolské vojvodství)
- Czerwieńsk (Lubušské vojvodství) (městská práva v letech 1690–1945)
- Kobyłka (Mazovské vojvodství)
- Konstancin-Jeziorna (Mazovské vojvodství) vzniklo sloučením měst Skolimów-Konstancin (městská práva1952) a Jeziorna (městská práva 1962)
- Kunice Żarskie (Lubušské vojvodství) (od 1972 součást města Żar)
- Libiąż (Malopolské vojvodství)
- Łagisza (Slezské vojvodství) (od 1973 součást města Będzin)
- Łaskarzew (Mazovské vojvodství) (městská práva v letech 1418–1870)
- Łęknica (Lubušské vojvodství)
- Łochów (Mazovské vojvodství)
- Małomice (Lubušské vojvodství)
- Podkowa Leśna (Mazovské vojvodství)
- Sułkowice (Malopolské vojvodství)
- Trzebinia-Siersza (Malopolské vojvodství) (město vzniklo spojením obce Trzebinia (městská práva 1931) s obcí Siersza; v roce 1977 přejmenováno na Trzebinia)
- Wesoła (Mazovské vojvodství) (od 2002 součást města Varšava)
- Zawidów (Dolnoslezské vojvodství) (městská práva v letech 1396–1945)

### 1967
- Blachownia (Slezské vojvodství)
- Chodaków (Mazovské vojvodství) (od 1977 součást města Sochaczewa)
- Chwałowice (Slezské vojvodství) (od 1973 součást města Rybnik)
- Gogolin (Opolské vojvodství)
- Gozdnica (Lubušské vojvodství)
- Imielin (Slezské vojvodství) (v letech 1975–1977 součást města Tychy, v letech 1977–1994 součást města Mysłowice)
- Jedlicze (Podkarpatské vojvodství) (městská práva v letech 1768–1870)
- Jedlina-Zdrój (Dolnoslezské vojvodství) (městská práva v letech 1768–1919)
- Kazimierz Górniczy (Slezské vojvodství) (od 1975 součást města Sosnowiec)
- Kępice (Pomořské vojvodství)
- Klimontów (Slezské vojvodství) (od 1975 součást města Sosnowiec)
- Kostuchna (Slezské vojvodství) (od 1975 součást města Katowice; již dříve patřilo pod Katowice v letech 1951–1954)
- Kuźnia Raciborska (Slezské vojvodství)
- Łazy (Slezské vojvodství)
- Marki (Mazovské vojvodství)
- Murcki (Slezské vojvodství) (od 1975 součást města Katowice)
- Ożarów Mazowiecki (Mazovské vojvodství)
- Piechowice (Dolnoslezské vojvodství)
- Polkowice (Dolnoslezské vojvodství) (městská práva v letech 1291–1945)
- Porąbka (Slezské vojvodství) (v letech 1973–1975 součást města Kazimierz Górniczy, od 1975 součást města Sosnowiec)
- Reda (Pomořské vojvodství)
- Słupiec (Dolnoslezské vojvodství) (od 1973 součást města Nowa Ruda)
- Stąporków (Svatokřížské vojvodství)
- Stronie Śląskie (Dolnoslezské vojvodství)
- Strzybnica (Slezské vojvodství) (od 1975 součást města Tarnowskie Góry)
- Tłuszcz (Mazovské vojvodství)
- Węgliniec (Dolnoslezské vojvodství)
- Zagórze (Slezské vojvodství) (od 1975 součást města Sosnowiec)
- Ząbki (Mazovské vojvodství)

### 1966
- Lędziny (Slezské vojvodství) (v letech 1975–1990 součást města Tychy)
- Ruciane-Nida (Varmijsko-mazurské vojvodství)

### 1965
- Dąbrowa Białostocka (Podleské vojvodství) (městská práva v letech 1775–1950)
- Mońki (Podleské vojvodství)

### 1963
- Hel (Pomořské vojvodství) (městská práva v letech 1378–1872)
- Jastrzębie-Zdrój (Slezské vojvodství)
- Miasteczko Śląskie (Slezské vojvodství) (městská práva 1561 – 19. století, 1866–1946 i 1963–1975; v letech 1975–1994 součást města Tarnowskie Góry)
- Nałęczów (Lublinské vojvodství)
- Władysławowo (Pomořské vojvodství)

### 1962
- Boguszowice Stare (Slezské vojvodství) (od 1975 součást města Rybnik)
- Brzeszcze (Malopolské vojvodství)
- Brzozowice-Kamień (Slezské vojvodství) (utvořeno z obcí Brzozowice a Kamień; od roku 1973 součást města Brzeziny Śląskie, od roku 1975 součást města Piekary Śląskie)
- Bukowno (Malopolské vojvodství)
- Czarna Białostocka (Podleské vojvodství)
- Czerwionka (Slezské vojvodství) (v roce 1975 připojeno k obci Leszczyny, v roce 1992 změna názvu města na Czerwionka-Leszczyny)
- Ćmielów (Svatokřížské vojvodství) (městská práva v letech 1505–1870)
- Głuszyca (Dolnoslezské vojvodství)
- Gorce (Dolnoslezské vojvodství) (v roce 1973 spojeno s obcí Boguszów (městská práva 1499) a Kuźnice Świdnickie, vzniklo město Boguszów-Gorce)
- Iłowa (Lubušské vojvodství) (městská práva od 1679 do 19. století)
- Jabłonowo Pomorskie (Kujavsko-pomořské vojvodství)
- Janikowo (Kujavsko-pomořské vojvodství)
- Jeziorna (Mazovské vojvodství) (v roce 1969 spojena s obcí Skolimów-Konstancin (městská práva 1952), vzniklo město Konstancin-Jeziorna)
- Józefów (Mazovské vojvodství)
- Korsze (Varmijsko-mazurské vojvodství)
- Leszczyny (Slezské vojvodství) (v roce 1975 spojeno s obcí Czerwionka při zachování názvu Leszczyny, v roce 1992 přejmenováno na Czerwionka-Leszczyny)
- Leśna (Dolnoslezské vojvodství) (městská práva v letech 1319–1945)
- Nowe Skalmierzyce (Velkopolské vojvodství)
- Orzesze (Slezské vojvodství)
- Ozimek (Opolské vojvodství)
- Pieńsk (Dolnoslezské vojvodství)
- Pieszyce (Dolnoslezské vojvodství)
- Piława Górna (Dolnoslezské vojvodství)
- Poniatowa (Lublinské vojvodství)
- Puszczykowo (Velkopolské vojvodství)
- Rejowiec Fabryczny (Lublinské vojvodství)
- Siewierz (Slezské vojvodství) (městská práva od 18. století do 1870)
- Sobieszów (Dolnoslezské vojvodství) (od 1976 součást města Jelenia Góra)
- Suchedniów (Svatokřížské vojvodství)
- Sulejówek (Mazovské vojvodství)
- Szczawnica (Malopolské vojvodství)
- Wesoła (Slezské vojvodství) (od 1975 součást města Mysłowice)
- Wisła (Slezské vojvodství)
- Wojkowice (Slezské vojvodství) (v letech 1977–1991 součást města Będzin)
- Zawadzkie (Opolské vojvodství)
- Ząbkowice (Slezské vojvodství) (od 1977 součást města Dąbrowa Górnicza)
- Zdzieszowice (Opolské vojvodství)

### 1961
- Nowa Dęba (Podkarpatské vojvodství)

### 1960
- Zielonka (Mazovské vojvodství)

## 50. léta

### 1959
- Frombork (Varmijsko-mazurské vojvodství) (městská práva v letech 1310–1945)
- Karczew (Mazovské vojvodství) (městská práva v letech 1548–1870)
- Karpacz (Dolnoslezské vojvodství)
- Kazimierza Wielka (Svatokřížské vojvodství)
- Przemków (Dolnoslezské vojvodství) (městská práva v letech 1305–1945)
- Ruda Śląska (Slezské vojvodství) (město vzniklo spojením měst Ruda (městská práva 1939) a Nowy Bytom (městská práva 1939))
- Szklarska Poręba (Dolnoslezské vojvodství)

### 1958
- Białobrzegi (Mazovské vojvodství) (městská práva v letech 1540–1870)
- Bełżyce (Lublinské vojvodství) (městská práva v letech 1417–1870)
- Bobolice (Západopomořanské vojvodství) (městská práva v letech 1340–1945)
- Bychawa (Lublinské vojvodství) (městská práva v letech 1537–1870)
- Lipsko (Mazovské vojvodství) (městská práva v letech 1614–1868)
- Pajęczno (Lodžské vojvodství) (městská práva v letech 1276–1870)
- Przysucha (Mazovské vojvodství) (městská práva v letech 1710–1870)
- Sławków (Slezské vojvodství) (v letech 1977–1984 součást města Dąbrowa Górnicza)
- Ulanów (Podkarpatské vojvodství) (městská práva v letech 1616–1934)

### 1957
- Opole Lubelskie (Lublinské vojvodství) (městská práva v letech 1450–1870)
- Ryki (Lublinské vojvodství) (městská práva v letech 1782–1810)
- Zelów (Lodžské vojvodství)

### 1956
- Ustroń (Slezské vojvodství)

### 1954
- Brzeg Dolny (Dolnoslezské vojvodství) (městská práva v letech 1663–1945)
- Dęblin (Lublinské vojvodství)
- Jaworzyna Śląska (Dolnoslezské vojvodství)
- Kraśnik Fabryczny (Lublinské vojvodství) (od 1975 součást města Kraśnika)
- Luboň (Velkopolské vojvodství) (vytvořeno spojením vesnic Luboň, Žábikowo a Lesek)
- Łabędy (Slezské vojvodství) (od 1964 součást města Gliwice)
- Niedobczyce (Slezské vojvodství) (od 1975 součást města Rybnik)
- Pionki (Mazovské vojvodství)
- Pszów (Slezské vojvodství) (v letech 1975–1994 součást města Wodzisław Śląski)
- Radlin (Slezské vojvodství) (v letech 1975–1996 součást města Wodzisław Śląski)
- Rumia (Pomořské vojvodství)
- Strzemieszyce Wielkie (Slezské vojvodství) (od 1975 součást města Dąbrowa Górnicza)
- Świdnik (Lublinské vojvodství)
- Żarów (Dolnoslezské vojvodství)

### 1953
- Rabka-Zdrój (Malopolské vojvodství)

### 1952
- Legionowo (Mazovské vojvodství)
- Mszana Dolna (Malopolské vojvodství) (městská právaod 1346 do 16. století)
- Piastów (Mazovské vojvodství)
- Skolimów-Konstancin (Mazovské vojvodství) (vznikl sloučením obcí Skolimów a Konstancin; v roce 1969 spojen s obcí Jeziorna, vzniklo město Konstancin-Jeziorna)
- Ursus (Mazovské vojvodství) (do roku 1954 pod názvem Czechowice; od 1977 součástí města Varšava)

### 1951
- Bielsko-Biała (Slezské vojvodství) (vznikla spojením měst Bielsko (městská práva v 13. století) a Biała Krakowska (městská práva 1723))
- Brzeziny Śląskie (Slezské vojvodství) (od roku 1975 součást města Piekary Śląskie)
- Czechowice-Dziedzice (Slezské vojvodství)
- Golub-Dobrzyń (Kujavsko-pomořské vojvodství) (vznikl spojením měst Golub (městská práva asi 1300) a Dobrzyń (městská práva 1789–1870 a od roku 1919))
- Grodziec (Slezské vojvodství) (od roku 1975 součást města Będzin)
- Hajnówka (Podleské vojvodství)
- Kalety (Slezské vojvodství)
- Kandřín (Opolské vojvodství) (v roce 1975 spojen s obcemi Kozlí, Kłodnicą a Sławięcice, vzniklo město Kandřín-Kozlí)
- Knurów (Slezské vojvodství)
- Łaziska Górne (Slezské vojvodství)
- Milanówek (Mazovské vojvodství)
- Radzionków (Slezské vojvodství) (v letech 1975–1997 součást města Bytom)
- Rydułtowy (Slezské vojvodství) (v letech 1975–1992 součást města Wodzisław Śląski)
- Tychy (Slezské vojvodství)

### 1950
- Brwinów (Mazovské vojvodství)
- Koziegłowy (Slezské vojvodství) (městská práva v letech 1472–1870)
- Myszków (Slezské vojvodství)

## 40. léta

### 1949
- Koluszki (Lodžské vojvodství)
- Nowa Huta (Malopolské vojvodství) (od roku 1951 součást města Krakov)
- Police (Západopomořanské vojvodství) (městská práva v letech 1260–1939, od 1939 součást města Štětín)
- Wirek (Slezské vojvodství) (v roce 1951 přičleněn k obci Nowy Bytom a v roce 1959 společně s ní k městu Ruda Śląska)
- Żarki (Slezské vojvodství) (městská práva v letech 1382–1870)

### 1947
- Nowy Bytom (Slezské vojvodství) (formálně udělena městská práva, k čemuž nedošlo v roce 1939 kvůli vypuknutí druhé světové války; v roce 1959 spojeno s obcí Ruda, vzniklo tak město Ruda Śląska)
- Piekary Śląskie (Slezské vojvodství) (formálně udělena městská práva, k čemuž nedošlo v roce 1939 kvůli vypuknutí druhé světové války)
- Ruda (Slezské vojvodství) (formálně udělena městská práva, k čemuž nedošlo v roce 1939 kvůli vypuknutí druhé světové války; v roce 1959 spojeno s obcí Nowy Bytom, vzniklo tak město Ruda Śląska)
- Szopienice (Slezské vojvodství) (od 1959 součást města Katowice)

### 1946
- Dynów (Podkarpatské vojvodství)

### 1945
- Bogatynia (Dolnoslezské vojvodství)
- Cybinka (Lubušské vojvodství)
- Kudowa-Zdrój (Dolnoslezské vojvodství)
- Międzyzdroje (Západopomořanské vojvodství) (v letech 1973–1983 součást města Świnoujście)
- Oborniki Śląskie (Dolnoslezské vojvodství)
- Oliwa (Pomořské vojvodství) (městská práva v letech 1874–1926 i 1945–1947; v letech 1926–1945 a od 1947 součást města Gdaňsk)
- Polanica-Zdrój (Dolnoslezské vojvodství)
- Słubice (Lubušské vojvodství)
- Stalowa Wola (Podkarpatské vojvodství)
- Szczawno-Zdrój (Dolnoslezské vojvodství)
- Świeradów-Zdrój (Dolnoslezské vojvodství)
- Ustka (Pomořské vojvodství)
- Zbąszynek (Lubušské vojvodství)

### 1941
- Pruszcz Gdański (Pomořské vojvodství)

### 1940
- Świętochłowice (Slezské vojvodství)

## 30. léta

### 1939
- Brochów (Dolnoslezské vojvodství) (v roce 1951 připojen k městu Wrocław)
- Piekary Śląskie (Slezské vojvodství) (k oficiálnímu udělení městských práv však nedošlo kvůli vypuknutí druhé světové války, městská práva udělena teprve v roce 1947)
- Nowy Bytom (Slezské vojvodství) (formálně udělena městská práva, k čemuž nedošlo v roce 1939 kvůli vypuknutí druhé světové války; v roce 1959 spojeno s obcí Ruda, vzniklo tak město Ruda Śląska)
- Rembertów (Mazovské vojvodství) (v roce 1957 připojeno k městu Varšava)
- Ruda (Slezské vojvodství) (formálně udělena městská práva, k čemuž nedošlo v roce 1939 kvůli vypuknutí druhé světové války; v roce 1959 spojeno s obcí Nowy Bytom, vzniklo tak město Ruda Śląska)

### 1938
- Włochy (Mazovské vojvodství) (v roce 1951 přičleněno k městu Varšava)

### 1936
- Krzyż Wielkopolski (Velkopolské vojvodství)

### 1935
- Cieplice Śląskie-Zdrój (Dolnoslezské vojvodství) (v roce 1975 přičleněno k městu Jelenia Góra)
- Witnica (Lubušské vojvodství)

### 1934
- Baranów Sandomierski (Podkarpatské vojvodství) (městská práva v letech 1354–1896)
- Chorzów (Slezské vojvodství) (vznikl z města Królewska Huta (městská práva 1869), vesnic Chorzów Stary a Maciejkowice a obce Nowe Hajduki)
- Cieszanów (Podkarpatské vojvodství) (městská práva v letech 1590–1896)
- Kańczuga (Podkarpatské vojvodství) (městská práva v letech 1442–1896)
- Limanowa (Malopolské vojvodství) (městská práva v letech 1565–1870)
- Poddębice (Lodžské vojvodství) (městská práva v letech 1400–? i 1822–1870)
- Radomyśl Wielki (Podkarpatské vojvodství) (městská práva v letech 1581–1919)
- Skórcz (Pomořské vojvodství)
- Wilamowice (Slezské vojvodství) (od 1818 práva městečka)

### 1933
- Krzeszowice (Malopolské vojvodství)
- Szczakowa (Malopolské vojvodství) (v roce 1956 přičleněno k městu Jaworzno)
- Zakopane (Malopolské vojvodství)

### 1932
- Siemianowice Śląskie (Slezské vojvodství)

### 1931
- Lachowicze (v dnešním Bělorusku)
- Pelplin (Pomořské vojvodství)
- Trzebinia (Malopolské vojvodství) (v letech 1969–1977 jako hlavní část města Trzebinia-Siersza)
- Wierzbnik-Starachowice (Svatokřížské vojvodství) (vytvořeno sloučením města Wierzbnik (městská práva 1624–1870 a od 1916) s vesnicí Starachowice; od roku 1939 jako Starachowice-Wierzbnik, od roku 1949 jako Starachowice)

### 1930
- Wolbrom (Malopolské vojvodství) (městská práva v letech 1321–1869)

## 20. léta

### 1929
- Kowalewo Pomorskie (Kujavsko-pomořské vojvodství) (městská práva v letech 1275–1833)
- Mołodeczno (wileńskie) (v dnešním Bělorusku)
- Wołożyn (nowogródzkie) (v dnešním Bělorusku)

### 1927
- Falenica (Dolnoslezské vojvodství) (od 1951 součást města Warszawy)
- Jedwabne (Podleské vojvodství) (městská práva v letech 1736–1866)
- Kazimierz Dolny (Lublinské vojvodství) (městská práva v letech 1370–1870)
- Koniecpol (Slezské vojvodství) (městská práva v letech 1403–1870)
- Nowogród (Podleské vojvodství) (městská práva v letech 1427–1870)
- Skalbmierz (Svatokřížské vojvodství) (městská práva v letech 1342–1869)
- Rokitno (poleskie) (na dnešní Ukrajině)
- Sulejów (Lodžské vojvodství) (městská práva v letech 1296–1870)

### 1926
- Czersk (Pomořské vojvodství) (městská práva v letech 1386 (možná dříve) –1772)
- Gdynia (Pomořské vojvodství)
- Krośniewice (Lodžské vojvodství) (městská práva v letech 1452–1870)
- Stołpce (v dnešním Bělorusku)
- Zawichost (Svatokřížské vojvodství) (městská práva v letech 1255–1888)

### 1925
- Bełchatów (Lodžské vojvodství) (městská práva v letech 1737–1870)
- Biała Rawska (Lodžské vojvodství) (městská práva v letech 1498–1870)
- Głowno (Lodžské vojvodství) (městská práva v letech 1427–1870)
- Iłża (Mazovské vojvodství) (městská práva v letech 1239–1867)
- Kłodawa (Velkopolské vojvodství) (městská práva v letech 1383–1870)
- Łapy (Podleské vojvodství)
- Zwoleń (Mazovské vojvodství) (městská práva v letech 1425–1869)
- Żuromin (Mazovské vojvodství) (městská práva v letech 1765–1869)

### 1924
- Bielawa (Dolnoslezské vojvodství)
- Konstantynów Łódzki (Lodžské vojvodství) (městská práva v letech 1830–1870)
- Podgórz (Kujavsko-pomořské vojvodství) (městská práva v letech 1611–1876; od 1938 součást města Toruń)
- Rajgród (Podleské vojvodství) (městská práva v letech 1566–1870)
- Tuszyn (Lodžské vojvodství) (městská práva v letech 1416–1870)

### 1923
- Kamienna (Svatokřížské vojvodství) (od 1928 jako Skarżysko-Kamienna)
- Kartuzy (Pomořské vojvodství)
- Kostopol (na dnešní Ukrajině)
- Proszowice (Malopolské vojvodství) (městská práva v letech 1358–1869)
- Ruda Pabianicka (Lodžské vojvodství) (od 1946 součást města Łódź)
- Serock (Mazovské vojvodství) (městská práva v letech 1417–1869)
- Stryków (Lodžské vojvodství) (městská práva v letech 1394–1870)
- Suraż (Podleské vojvodství) (městská práva v letech 1440–1869)
- Szczekociny (Slezské vojvodství) (městská práva v letech 1398–1870)

### 1922
- Brok (Mazovské vojvodství) (městská práva v letech 1501–1869)
- Raciąż (Mazovské vojvodství) (městská práva v letech 1425–1869)
- Skaryszew (Mazovské vojvodství) (městská práva v letech 1264–1869)
- Wyśmierzyce (Mazovské vojvodství) (městská práva v letech 1338–1870)
- Zabrze (Slezské vojvodství)

### 1921
- Chodecz (Kujavsko-pomořské vojvodství) (městská práva v letech 1442–1812 i 1822–1867)
- Golina (Velkopolské vojvodství) (městská práva v letech 1330–1870)
- Rychwał (Velkopolské vojvodství) (městská práva v letech 1458–1870)
- Ślesin (Velkopolské vojvodství) (městská práva v letech 1358–1870)

## 1910–1919

### 1919
- Aleksandrów Kujawski (Kujavsko-pomořské vojvodství)
- Chorzele (Mazovské vojvodství) (městská práva v letech 1542–1870)
- Ciechocinek (Kujavsko-pomořské vojvodství)
- Czeladź (Slezské vojvodství) (městská práva v letech 1325–1867)
- Dobra (Velkopolské vojvodství) (městská práva v letech 1392–1867)
- Dobrzyń (Kujavsko-pomořské vojvodství) (městská práva v letech 1789–1870; v roce 1951 spojen s obcí Golub, vzniklo město Golub-Dobrzyń)
- Góra Kalwaria (Mazovské vojvodství) (městská práva v letech 1670–1883)
- Grajewo (Podleské vojvodství) (městská práva v letech 1540–1870)
- Grodzisk Mazowiecki (Mazovské vojvodství) (městská práva v letech 1522–1870)
- Kleczew (Velkopolské vojvodství) (městská práva v letech 1366–1870)
- Kłobuck (Slezské vojvodství) (městská práva v letech 1244–1870)
- Kock (Lublinské vojvodství) (městská práva v letech 1417–1870)
- Kowal (Kujavsko-pomořské vojvodství) (městská práva v letech 1339–1867)
- Krzepice (Slezské vojvodství) (městská práva v letech 1357–1870)
- Lubień Kujawski (Kujavsko-pomořské vojvodství) (městská práva v letech 1566–1867)
- Lubraniec (Kujavsko-pomořské vojvodství) (městská práva v letech 1509–1867)
- Mogielnica (Mazovské vojvodství) (městská práva v letech 1317–1869)
- Mordy (Mazovské vojvodství) (městská práva v letech 1488–1867)
- Ostrów Lubelski (Lublinské vojvodství) (městská práva v letech 1548–1864)
- Praszka (Opolské vojvodství) (městská práva v letech 1392–1865)
- předecz (Velkopolské vojvodství) (městská práva v letech 1363–1867)
- Pyzdry (Velkopolské vojvodství) (městská práva v letech 1257–1870)
- Radziejów (Kujavsko-pomořské vojvodství) (městská práva v letech 1252–1870)
- Różan (Mazovské vojvodství) (městská práva v letech 1378–1869)
- Stawiski (Podleské vojvodství) (městská práva v letech 1688–1870)
- Stawiszyn (Velkopolské vojvodství) (městská práva v letech 1291–1870)
- Stoczek Łukowski (Lublinské vojvodství) (městská práva v letech 1540–1870)
- Szadek (Lodžské vojvodství) (městská práva v letech 1295–1870)
- Tuliszków (Velkopolské vojvodství) (městská práva v letech 1458–1870)
- Uniejów (Lodžské vojvodství) (městská práva v letech 1290–1870)
- Wieruszów (Lodžské vojvodství) (městská práva v letech 1368–1870)
- Włoszczowa (Svatokřížské vojvodství) (městská práva v letech 1539–1870)
- Wołomin (Mazovské vojvodství)
- Wysokie Mazowieckie (Podleské vojvodství) (městská práva v letech 1503–1870)
- Wyszków (Mazovské vojvodství) (městská práva v letech 1502–1869)
- Zagórów (Velkopolské vojvodství) (městská práva v letech 1407–1870)
- Zambrów (Podleské vojvodství) (městská práva v letech 1430–1870)
- Złoczew (Lodžské vojvodství) (městská práva v letech 1605–1870)

### 1917
- Słomniki (Malopolské vojvodství) (městská práva v letech 1358–1869)

### 1916
- Busko-Zdrój (Svatokřížské vojvodství) (městská práva v letech 1287–1870)
- Dąbrowa Górnicza (Slezské vojvodství)
- Jędrzejów (Svatokřížské vojvodství) (městská práva v letech 1271–1870)
- Nowe Miasto nad Pilicą (Mazovské vojvodství) (městská práva v letech 1400–1870)
- Otwock (Mazovské vojvodství)
- Piaseczno (Mazovské vojvodství) (městská práva v letech 1429–1870)
- Pruszków (Mazovské vojvodství)
- Wierzbnik (Svatokřížské vojvodství) (městská práva v letech 1624–1870); v roce 1931 spojen s vesnicí Starachowice, vzniklo nové město Wierzbnik-Starachowice – od roku 1939 jako Starachowice-Wierzbnik, od roku 1949 jako Starachowice)
- Żyrardów (Mazovské vojvodství)

### 1915
- Janów Podlaski (Lublinské vojvodství) (městská práva v letech 1465–1870; v roce 1945 opětovná ztráta městských práv)
- Łosice (Mazovské vojvodství) (městská práva v letech 1505–1870)
- Zawiercie (Slezské vojvodství)

### 1914
- Dębica (Podkarpatské vojvodství) (městská práva v letech 1358–1785)

## 1900-1910

### 1906
- Puławy (Lublinské vojvodství)

### 1903
- Alwernia (Malopolské vojvodství) (ztráta městský práv v roce 1934, získána znovu v roce 1993)

### 1902
- Sopot (Pomořské vojvodství)
- Sosnowiec (Slezské vojvodství)

### 1901
- Jaworzno (Slezské vojvodství)